# Установка дегідрогенізації суміші алканів у Дунміні
Установка дегідрогенізації суміші алканів у Дунміні — підприємство нафтохімічної галузі у китайській провінції Шаньдун.
У 2017-му в Дунміні стала до ладу установка дегідрогенізації суміші алканів потужністю 300 тисяч тон на рік. Іінші джерела характеризують її як таку, що має виробляти 265 тисяч тон пропілену та ізобутилену, при цьому потужність лише по пропілену становить 95 тисяч тон на рік. Установку спорудили за технологією технології C3/C4 Oleflex компанії Honeywel UOP.
Ізобутилен є одним з двох компонентів, необхідних для синтезу високооктанової паливної присадки — метил-трет-бутилового етеру (МТВЕ). Розташований на тому ж майданчику, що й у установка дегідрогенізації, завод МТВЕ має потужність у 380 тисяч тон, при цьому складається з двох ліній — старої з показником 30 тисяч тон та введеної в експлуатацію у 2017-му потужністю 350 тисяч тон.
У складі запущеного в 2017-му комплексу також діє установка ізомеризації потужністю 48 тисяч тон, котра перетворює бутилен на ізобутилен.
Комплекс у Дунміні спорудила компанія Dongming  Qianhai, яка станом на кінець 2010-хї належить Sinostar PEC Holdings (70 %) та Shandong Dongming Petrochem (30 %).